# Anacletus I
Anacletus I (klassisk grekiska: Ἀνάκλητος, Anaklētos), även känd som Cletus (klassisk grekiska: Κλητος), född omkring 25 i Rom i Romerska kejsardömet, död omkring 92 i Rom i Romerska kejsardömet, var påve och martyr. Inom Romersk-katolska kyrkan vördas han som helgon, med minnesdag den 26 april (tidigare 13 juli).

## Biografi
I de tidigaste successionsordningarna över romerska biskopar följer han efter Linus. Senare konventioner räknar honom som den tredje påven efter Petrus. Det finns belägg för att Anacletus existerade och att han hade en ledande roll i kyrkan, men då biskopsämbetet inte var fast etablerat vid den här tiden kan man bara spekulera i vilka befogenheter han hade i sitt ämbete.
Namnet Anacletus var ett vanligt slavnamn vilket gör det möjligt att han ursprungligen varit slav. Enligt Eusebios av Caesarea dog han under Domitianus tolfte regeringsår. Det finns inga belägg för berättelserna om att han skall ha tillsatt tjugofem presbyter, rest Petrus gravmonument och lidit martyrdöden.